# تصوير رئيسي

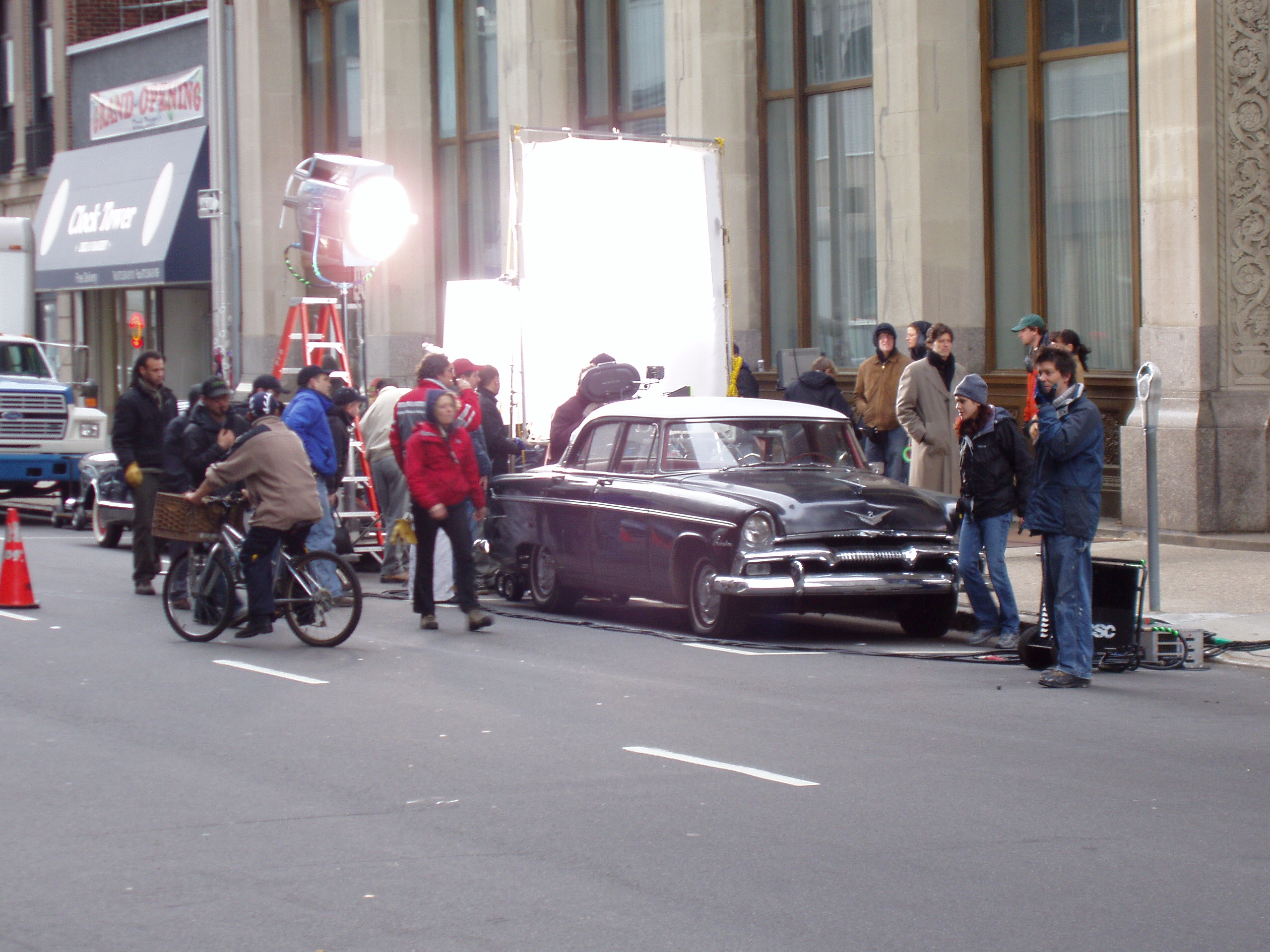
إنتاج فلم إم تي في بالموقع في نيوارك.

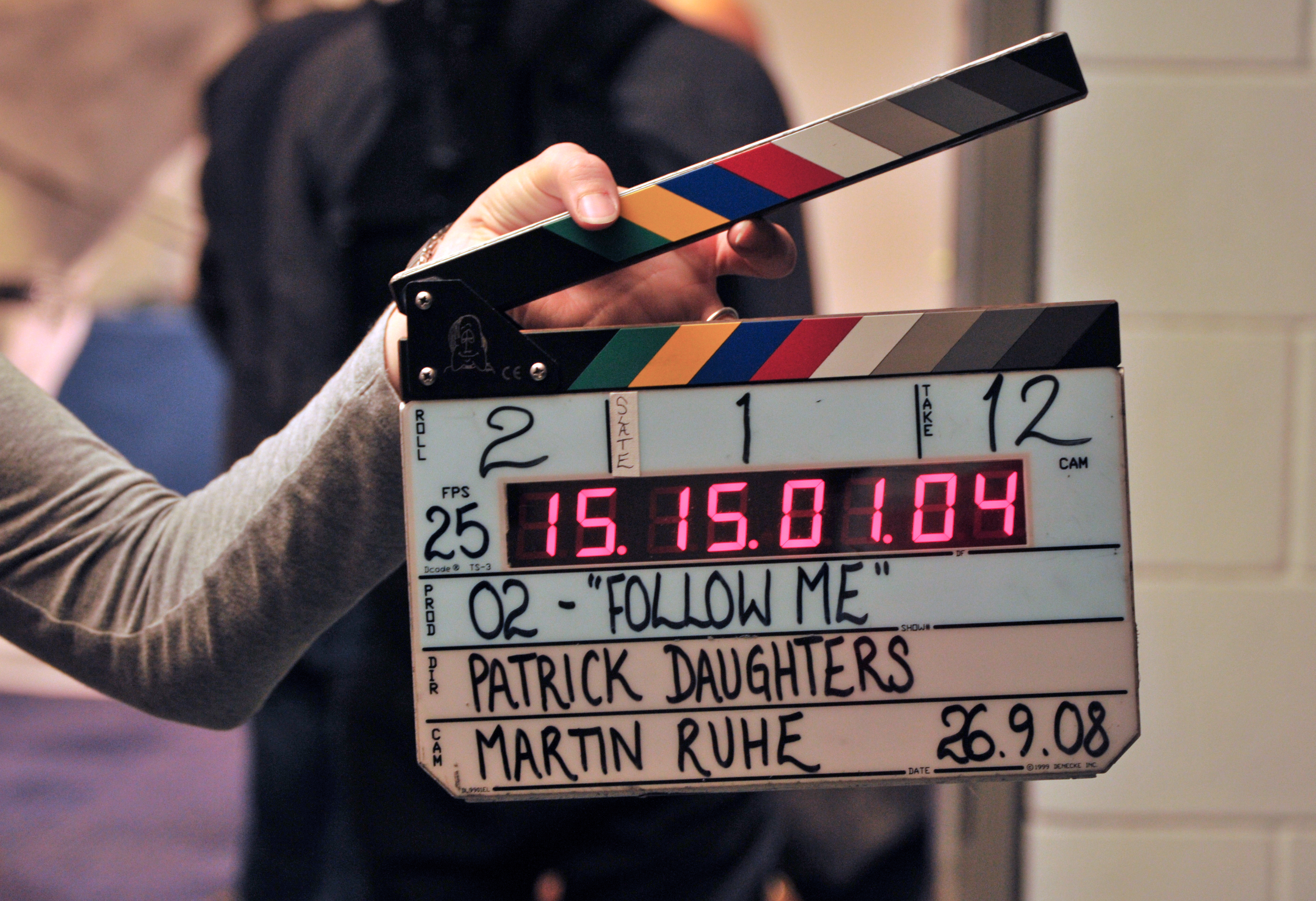
لوحة الكلاكيت

التصوير الفوتوغرافي الرئيسي (بالإنجليزية: Principal photography)، هو مرحلة إنتاج فلم أو عرض تلفزيوني يتم فيه التصوير، بشكل يختلف عن مرحلتي ما قبل الإنتاج وما بعد الإنتاج.
التصوير الرئيسي هو مصطلح يستعمل في مجال إنتاج الأفلام ويدل على المرحلة التي يتم بها بدء التصوير الفعلي في موقع الإنتاج مع الممثلين الفعليين للفلم. وهو مرحلة تأتي بعد مرحلة ما قبل الإنتاج وقبل مرحلة ما بعد الإنتاج.
تعتبر مرحلة التصوير الرئيسي أكثر مرحلة مكلفة في سلسلة مراحل الإنتاج السينمائي. أغلب التكلفة تذهب إلى مخصصات المخرج واللمثلين وفريق العمل. بالإضافة للأعمال الفنية المكلفة التي يتطلبها الفلم. تسمى بداية هذه المرحلة بعالم السينما «نقطة اللاعودة» إذ أن البدء بها وعدم إتمامها تكون باهظة، وبالنسبة للممويلين، لا يمكن تعويض الإستثمار إلا بتوزيع الفلم على دور السينما.

## التسمية
مصطلح التصوير الرئيسي هو ترجمة للمصطلح (بالإنجليزية: Principal photography). ويمكن ترجمته إلى العربية إلى المصطلحات التالية: «التصوير الجدي» أو «التصوير الفعلي».

## مصطلحات متعلقة بها
- الضوء الأخضر: (بالإنجليزية: Green light) وهي تعني الموافقة التامة على بدء التصوير الأساسي.
- اللفلفة: (بالإنجليزية: wrapping) وهي تعني نهاية مرحلة التصوير الرئيسي.
- حفلة اللفلفة: (بالإنجليزية: Wrapping Party) هي حفلة تقام احتفاء بنهاية مرحلة التصوير.
- إعادة تصوير: (بالإنجليزية: Reshoot) هي عملية إعادة تصوير مشاهد معينة ضرورية بعد اللفلفة.
- الالتقاط: (بالإنجليزية: Pick-up) هي تصوير مشاهد جديدة بعد اللفلفة.

## شؤون الموظفين
إلى جانب موظفي الفلم الرئيسيين، مثل الممثلين أو المخرجين أو المصورين السينمائيين أو مهندس الصوت ومساعديهم (مساعد مخرج، مساعد كاميرا، مشغل ازدهار)، يلعب مدير إنتاج الوحدة دورًا حاسمًا في التصوير الفوتوغرافي الرئيسي. إنهم مسؤولون عن التنفيذ اليومي للتصوير، وإدارة صحيفة الاتصال اليومية، وحواجز الموقع، والنقل، وتقديم الطعام.
وبالإضافة إلى ذلك، هناك العديد من الأدوار الأخرى التي تخدم تنظيم وتسلسل منظم للإنتاج، مثل السيطرة. ترتبط الأدوار الأخرى بإعداد تقرير الإنتاج اليومي، والذي يوضح تقدم الإنتاج مقارنة بالجدول الزمني ويحتوي على مزيد من التقارير. يتضمن ذلك لوحة العمل مع الإرشادات الخاصة بآلة التصوير وغرفة التحرير، وملاحظات الاستمرارية للامتثال لتفاصيل التحرير وتقرير عن الأحداث غير المتوقعة. بالإضافة إلى ذلك، يتم إنشاء تقرير صوتي، على غرار تقرير الإنتاج، يحتوي على معلومات مفصلة عن المادة المسجلة، ولكن فيما يتعلق بالتسجيلات الصوتية. الأدوار النموذجية الأخرى أثناء التصوير هي مشرف البرنامج النصي لتسجيل التغييرات على النص والمصور الثابت لإنتاج الصور للإعلان والتوثيق.

## معالجة

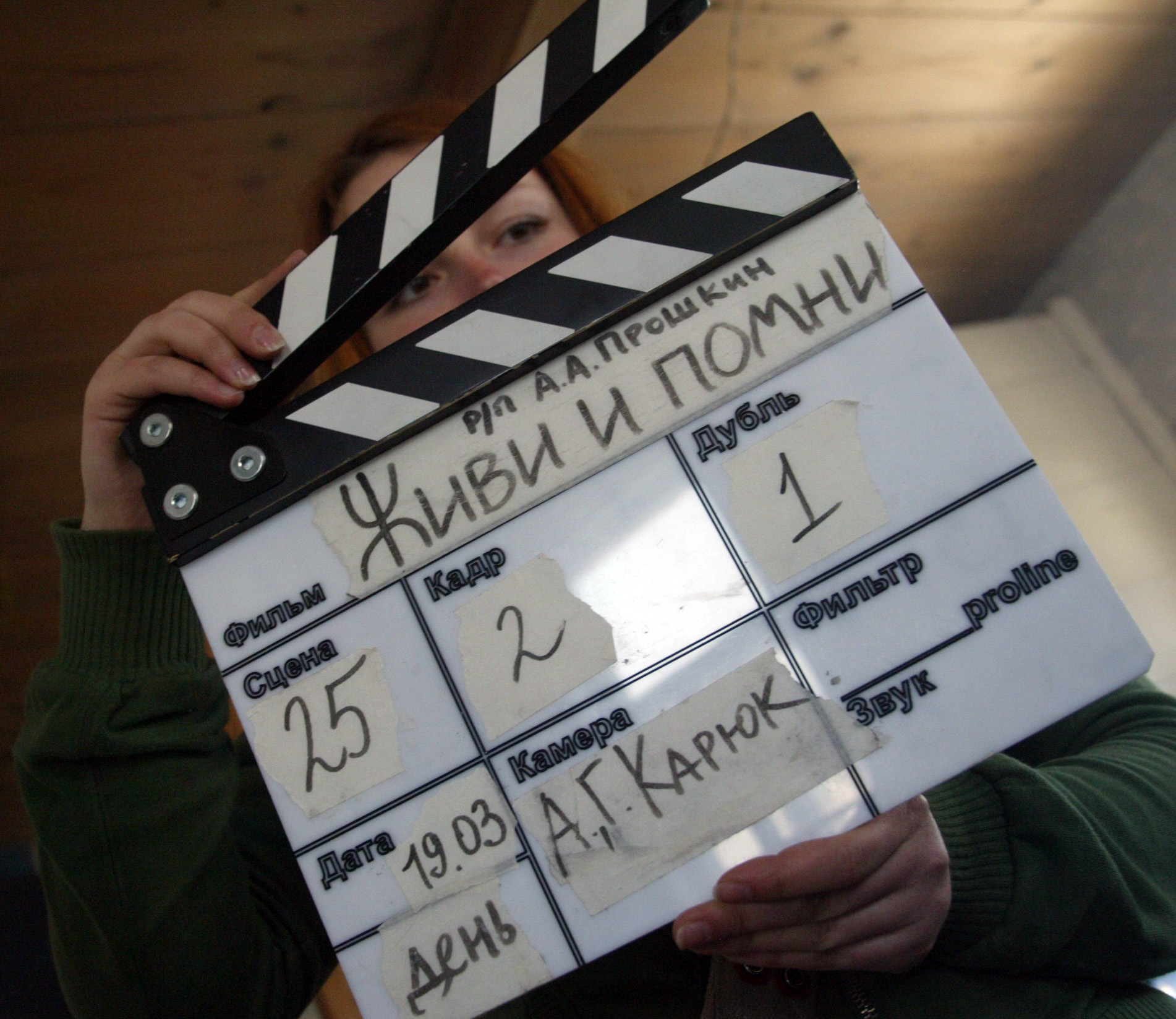
لوحة كلاكيت لفلم "Live and remember"

### تحضير
يمكن أن يتم التصوير الفوتوغرافي الرئيسي في الاستوديو أو في مكان فعلي، ويعتمد اختيار الموقع على الجوانب الفنية والاقتصادية. بينما يوفر التصوير في مرحلة الصوت تخطيطًا أكثر دقة، فقد يكون إنشاء مجموعات مكلفًا. التكاليف والأسباب الفنية (انظر الموجة الفرنسية الجديدة والعقيدة 95) هي الدافع الرئيسي وراء التصوير في الموقع. ومع ذلك، يتطلب التصوير الخارجي مزيدًا من الجهد لأنه يجب نقل المعدات والأفراد إلى الموقع. في الأيام الأولى للسينما، حاول صانعو الأفلام التصوير في الهواء الطلق قدر الإمكان، حيث سمحت أشعة الشمس بالتعرض للفلم الذي لا يزال غير حساس نسبيًا؛ في الوقت الحاضر، بسبب الاستخدام المتزايد لـ CGI، يتم إجراء المزيد من التصوير في الاستوديو.
اعتمادًا على قوانين البلد المعني، يجب على المنتج الحصول على تصاريح تصوير من الأفراد أو السلطات أو الشركات للمواقع المحددة قبل بدء التصوير. قد يتطلب الإنتاج المكثف إغلاق المنطقة بالعلامات والتحويلات. عادةً ما يتطلب تصريح التصوير داخل منطقة حضرية رسومًا، والتي تعتمد على مدى تعقيد التصوير ونطاقه بالإضافة إلى جاذبية الموقع.
بمجرد تحديد المواقع، يتم تلخيص السيناريو في تقسيم البرنامج النصي مع جميع المعلومات ذات الصلة بالتصوير. يتم بعد ذلك إنشاء التسلسل التنظيمي للتصوير في شكل جدول التصوير، مع تحديد المواقع والزخارف والأفراد والمعدات اللازمة، مرتبة حسب التاريخ والوقت. تسلسل المشاهد المراد تصويرها ليس ترتيبًا زمنيًا ولكنه يعتمد على الجوانب التنظيمية مثل توفر الممثلين، وفي حالة اللقطات الخارجية، حسب الموسم والطقس وظروف الإضاءة.
يوجد أيضًا توزيع للإنتاج لكل يوم من أيام التصوير، والذي يلخص المعلومات ذات الصلة من الجدول ويسرد بالضبط من يجب أن يكون في موقع التصوير للتصوير اليومي المخطط له. في الوقت نفسه، يوفر معلومات حول أرقام المشاهد وصفحات البرامج النصية والمواقع ذات الصلة باليوم، فضلاً عن المعدات اللازمة.
عادة ما يكون للأفلام الروائية تأمين في الوقت الذي يبدأ فيه التصوير الرئيسي. يمكن أن يؤدي موت نجم قابل للتمويل قبل إكمال جميع اللقطات المخططة أو فقدان المجموعات أو اللقطات إلى استحالة إكمال الفلم كما هو مخطط له. علاوة على ذلك، عادةً ما يتم استئجار كاميرات الأفلام عالية الجودة حسب الحاجة، ولا تسمح معظم بيوت الكاميرات باستئجار معداتها دون إثبات التأمين.

### التصوير الرئيسي
عادةً ما يكون التصوير الفوتوغرافي الرئيسي هو أغلى مرحلة في إنتاج الأفلام، وذلك بسبب رواتب الممثل والمخرج وطاقم العمل، فضلاً عن تكاليف بعض اللقطات والدعائم والمؤثرات الخاصة الموضوعة. عند بدء التصوير، يكون وقت التحضير قد انتهى: تم الانتهاء من النسخة النهائية للنص، وتم اختيار فريق التمثيل، واكتملت المباني الموجودة في المجموعة إلى حد كبير. يشير هذا بشكل عام إلى نقطة اللاعودة للممولين، لأنه حتى يكتمل، من غير المحتمل أن يكون هناك مواد كافية تم تصويرها لإصدار منتج نهائي مطلوب لاسترداد التكاليف. في حين أنه من الشائع أن يفقد الفلم حالة الضوء الأخضر أثناء مرحلة ما قبل الإنتاج - على سبيل المثال، عندما ينسحب أحد أعضاء فريق التمثيل الأساسي أو يموت بشكل غير متوقع، أو تبتلع فضيحة الاستوديو أو الممثل - من النادر أن يخسر الفلم التمويل بمجرد أن يبدأ التصوير الأساسي.
مباشرة قبل التقاط الصورة، يتم التدرب على المشهد بالكاميرا والضوء والصوت. تتبع معظم المنتجات الأمريكية إجراءً محددًا:
مساعد المخرج (AD) يدعو «الصورة انتهت!» لإبلاغ الجميع أن لقطة على وشك التسجيل، ثم «اصمتوا جميعًا!» بمجرد أن يصبح كل شخص جاهزًا للتصوير، تستدعي AD «صوت التدوير» (إذا كان الأمر يتضمن صوتًا)، وسيبدأ جهاز مزج صوت الإنتاج معداته، ويسجل قائمة شفهية لمعلومات اللقطة، ويعلن «سرعة الصوت»، أو «السرعة»، عندما يكونون جاهزين. تليها الخيمين داخبلاد «بكاميرا رول»، يجيب عليها «السرعة!» بواسطة مشغل الكاميرا بمجرد تسجيل الكاميرا. المصفق، الذي هو بالفعل أمام الكاميرا مع لوحة الكلاكيت، يدعو «علامة!» ويصفعه ليغلقه. إذا كان الإجراء يتضمن إضافات أو إجراءً في الخلفية، فإن الخيمين داخبلاد ستشير إليهم («خلفية العمل!»)، وأخيرًا المخرج، يخبر الممثلين بـ «الإجراء!». قد يردد AD صدى «الإجراء» بصوت أعلى في مجموعات كبيرة.
تنتهي عملية الاستلام عندما يسمي المخرج كلمة "Cut!" وتوقف الكاميرا والصوت عن التسجيل. تساعد الطقوس على التركيز العام في الموقع وتسمح بتوفير التكاليف فقط من خلال تسجيل المشهد بدلاً من التحضير للمشهد. تتكرر كل لقطة حتى يرضي المخرج عنها.
بالإضافة إلى طاقم الفلم الفعلي الذي يقوم بالتصوير الرئيسي (الوحدة)، قد يكون هناك فريق ثان (الوحدة الثانية)، والذي يضم بدوره طاقم تصوير كامل مع مخرج خاص به، خاصةً للإنتاج الأكثر تعقيدًا. تعمل الوحدة الثانية بشكل مستقل ولكن بالتنسيق مع مدير المشروع العام وهي مسؤولة عن لقطات المدينة والمناظر الطبيعية، وإنشاء اللقطات والصور الوسيطة وكذلك المشاهد الجماعية والحركة والمثيرة.
لا يعتمد طول التصوير على طول الفلم فحسب، بل يعتمد أيضًا على عدد المواقع ونوعها. وقت تصوير فلم مدته 90 دقيقة في أوروبا يتراوح من 12 إلى 100 يوم. في الولايات المتحدة الأمريكية، اعتمادًا على مشروع الفلم، وقت التصوير من 15 إلى 20، 40 إلى 50 أو، بالنسبة للإنتاج الأكبر، يتم استخدام 80 إلى 100 يومًا كأساس لإنتاج الاستوديو، على الرغم من أن التصوير في البلدان الأخرى يستغرق وقتًا أطول بكثير. بسبب فترات التوقف في التسجيل واللقطات اللاحقة التي يصعب حسابها، عادةً ما يتم التخطيط للتصوير الفوتوغرافي الأساسي لفترة أطول من اللازم في الواقع.
بمجرد أن يختتم الفلم التصوير الفوتوغرافي الرئيسي، يقال أنه قد تم لفه، ويمكن تنظيم حفلة التفاف للاحتفال. أثناء مرحلة ما بعد الإنتاج، قد يتضح أن بعض اللقطات أو التسلسلات مفقودة أو غير مكتملة ومطلوبة لإكمال الفلم، أو أن مشهدًا معينًا لا يتم تشغيله كما هو متوقع، أو أن فنان الأداء بحاجة إلى استبداله بالكامل. في هذه الظروف، قد يلزم تصوير مواد إضافية.

### المتابعات
عند استخدام الكاميرات التناظرية، يشاهد المخرج والمصور السينمائي والمنتج الفلم الفوتوغرافي المكشوف من اليوم السابق لتحديد ما إذا كانت هناك حاجة إلى إعادة التصوير. باستخدام الكاميرات الرقمية، يمكن مشاهدة ما يسمى بالصحف اليومية بعد التسجيل مباشرة. إذا ثبت أن المادة غير كافية أو معيبة، فسيتم إجراء إعادة التصوير في يوم التصوير (رقمي) أو في يوم أخذ العينات (تمثيلي).
قد تكون هناك حاجة إلى تصوير إضافي بعد عملية التصوير بأكملها لأن المادة تبين لاحقًا أنها غير صالحة للاستعمال أو أن هناك حاجة إلى لقطات إضافية. على سبيل المثال، قد تظهر أوجه القصور في البنية السردية بعد التصوير. قد تكون الأسباب الأخرى لإعادة التصوير رغبة شركة الإنتاج في جعل الفلم تجاريًا أكثر، أو مراعاة الممثلين الذين كان أداؤهم ناقصًا أو الذين لا يتناسبون مع المشروع بعد ذلك ويجب استبدالهم.
إذا تم بالفعل تصوير المادة مرة واحدة أو كانت كبيرة، تتم الإشارة إلى هذه العملية باسم إعادة التصوير. ومع ذلك، إذا كانت المادة جديدة وصغيرة نسبيًا، فغالبًا ما يُشار إليها باسم الالتقاط.